# Bistum Auxerre

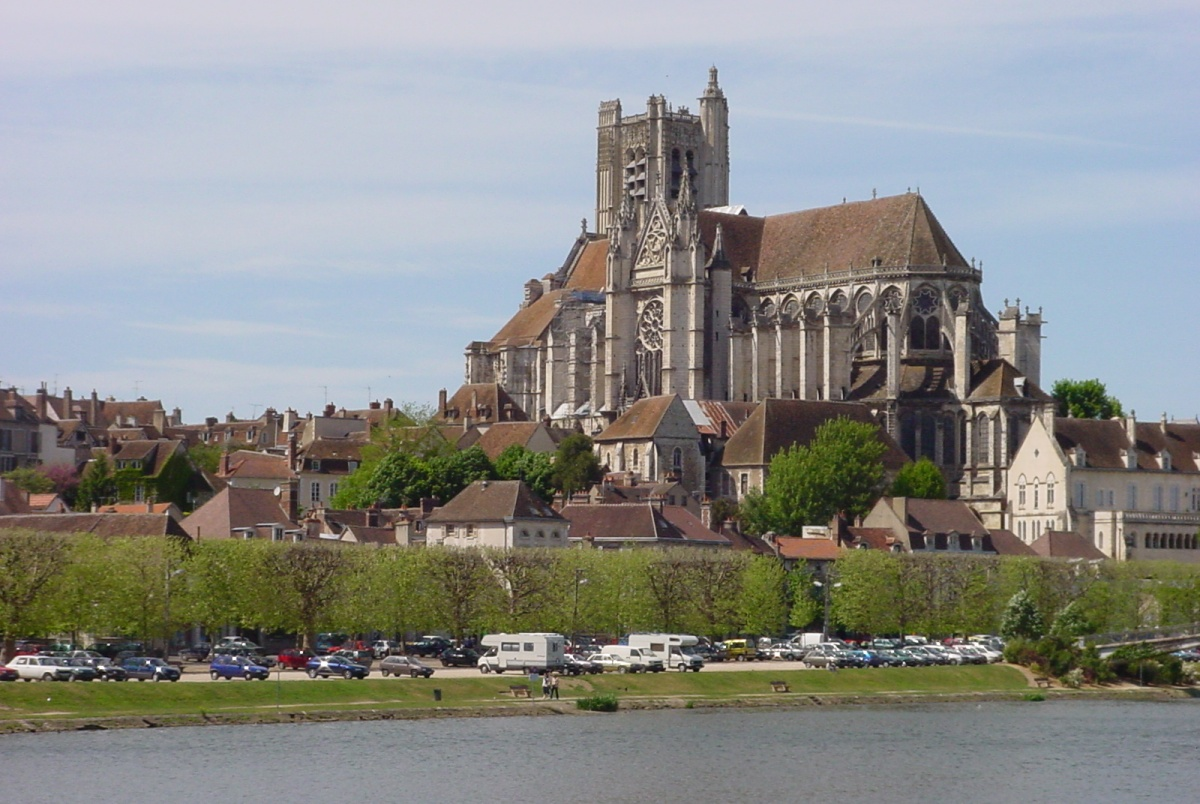
Die Konkathedrale St. Stephanus in Auxerre

Das Bistum Auxerre (lat.: Dioecesis Antissiodorensis) war eine im Norden des Landes gelegene Diözese der römisch-katholischen Kirche in Frankreich. Der Bischofssitz war in Auxerre.

## Geschichte
Das Bistum Auxerre wurde im 3. Jahrhundert errichtet. Erster Bischof war Peregrinus von Auxerre. Seit Ende des 4. Jahrhunderts war das Bistum Auxerre dem Erzbistum Sens als Suffraganbistum unterstellt.
Im 17. Jahrhundert umfasste es über 200 Pfarreien und war eines der Zentren des Jansenismus. Im Gebiet des Bistums Auxerre lagen zwölf Abteien und 30 Priorate. Die Kathedrale St. Stephanus des ehemaligen Bistums, ist ein Hauptwerk der burgundischen Gotik.
Am 29. November 1801 wurde das Bistum Auxerre infolge des Konkordates von 1801 durch Papst Pius VII. mit der Päpstlichen Bulle Qui Christi Domini aufgelöst und das Territorium wurde dem Bistum Troyes inkorporiert. Das Bistum Auxerre wurde am 10. Juli 1817 durch Pius VII. erneut errichtet. Am 4. September 1821 wurde das Bistum Auxerre durch Pius VII. mit der Päpstlichen Bulle Nostris sub plumbo wieder aufgelöst und sein Territorium wurde mit dem Erzbistum Sens vereinigt.
Seit 1823 ist sie die Konkathedrale des Erzbistums Sens-Auxerre.